# Vibrasphere
Vibrasphere – szwedzki zespół muzyczny, założony w 1998 roku w Uppsali przez Rickarda Berglöfa i Roberta Elstera, rozwiązany w 2010 roku, grający muzykę z pogranicza ambient, psytrance i downtempo.

## Historia
Rickard Berglöf i Robert Elster rozpoczęli działalność jako zespół Vibrapshere w 1998 roku. Berglöf wcześniej był producentem zespołu Subcouds, grającego w stylu goa trance. Na początku Vibrasphere uprawiał gatunek psytrance (utwór „The Open Sphere” z 1999 roku). Swój pierwszy album, Echo, duet był rok później pod szyldem rodzimej wytwórni Spiral Trax. Jednocześnie zaczął koncertować w całej Europie.
Kolejny album zespołu, Lime Structure, wydany w 2003 roku ujawnił jego zainteresowania bardziej progresywną odmianą muzyki trance z wyraźną koncentracją na delikatnych melodiach. W ciągu swojej kariery muzycznej zespół poszerzył swój styl o takie gatunki jak ambient i downtempo (utwór „Manzanilla” z 2003 rok).
W 2006 Berglöf i Elster zapoczątkowali działalność własnej wytwórni płytowej Cloud 99 Music. W kolejnych latach Vibrasphere nadal poruszał się w obrębie gatunków progresywny trans i downtempo (album Exploring The Tributaries z 2007).
W grudniu 2008 roku dla uczczenia 10-lecia swej działalności Vibrasphere wydał album Lungs of Life. Muzyka na nim zawarta była wypadkową takich gatunków jak techno, minimalizm i trance.
W 2009 roku Vibrasphere wydał swój ostatni album, kompilację Selected Downbeats Vol. 2.
W 2010 roku członkowie zespołu oznajmili, że kończą projekt Vibrasphere oraz że będą nadal koncertować w pierwszej połowie roku 2011. Obaj wybrali kariery solowe.

## Dyskografia

### Albumy
- 2000 – Echo (wydany w 3 wersjach jako: CD, 2xLP, oraz w 2006 jako pliki MP3)[3]
- 2003 – Lime Structure (wydany w wersjach jako: CD, 2xLP, w 2006 jako pliki MP3 oraz w jako wydawnictwo nieoficjalne)[4]
- 2006 – Archipelago (wydany w 2 wersjach jako: CD i pliki MP3)[5]
- 2007 –  Archipelago Remixed (wydany w 2 wersjach jako: CD i pliki MP3)[6]
- 2007 – Exploring The Tributaries (wydany w 3 wersjach jako: CD oficjalny i nieoficjalny oraz jako pliki MP3)[7]
- 2008 – Lungs Of Life (wydany w 3 wersjach jako: CD, pliki WAV na pamięci USB oraz jako pliki MP3)[8]

### Single i EP-ki
- 1999 – „Nowhere”/„Autopilot”[9]
- 1999 – „The Open Sphere” (In-Sect)/„Hinterland” (Vibrasphere)
- 2000 – „Mental Mountain”/„Cactus Point”
- 2001 – „Airfield”/„Urban Grace”
- 2001 – „Airfield”/„Urban Grace” (promo)
- 2002 – „Niño Loco”/„Sendero”
- 2003 – „Stereo Gun”/„Mental Bearing”/„San Pedro” (Low Sky Remix)
- 2003 – „Lime Remixes”
- 2006 – „Landmark”
- 2006 – „Archipelago” (EP)
- 2007 – „Floating Free” (EP)
- 2008 – „Autumn Lights”
- 2008 – „Erosion” (EP; wydany jako pliki MP3)
- 2015 – „Eroded Wasteland” (EP; wydany jako pliki MP3)